# Scrivile scemo
Scrivile scemo è un singolo del gruppo musicale italiano Pinguini Tattici Nucleari, entrato in rotazione radiofonica il 23 aprile 2021 come terzo estratto dall'EP Ahia!.

## Descrizione
Riccardo Zanotti descrive così il brano: 

## Video musicale
Il videoclip del brano, diretto da William9 e Giorgio Scorza, è stato pubblicato il 7 giugno 2021 attraverso il canale YouTube del gruppo musicale. Nel video i Pinguini Tattici Nucleari appaiono in modalità diverse: il frontman Riccardo Zanotti recita la parte del protagonista, gli altri componenti del gruppo invece sono presenti sotto forma di easter eggs.

## Tracce
Testi e musiche di Riccardo Zanotti.
1. Scrivile scemo – 3:34

## Classifiche

### Classifiche settimanali
| Classifica (2020) | Posizione massima |
| ----------------- | ----------------- |
| Italia            | 11                |

### Classifiche di fine anno
| Classifica (2021) | Posizione |
| ----------------- | --------- |
| Italia            | 19        |
| Classifica (2022) | Posizione |
| Italia            | 62        |

## Riconoscimenti
- 2022 – Videoclip Italia Awards[8]
  - Candidatura al miglior videoclip di animazione